# Невидљиви човек (филм из 1933)
Невидљиви човек (енгл. The Invisible Man) је амерички научнофантастични хорор филм из 1933. године, режисера Џејмса Вејла са Клодом Рејнсом, Глоријом Стјуарт и Вилијамом Хариганом у главним улогама. Представља адаптацију истоименог романа Херберта Џорџа Велса из 1897. године. Главни лик филма је др Џек Грифин, научник који проналази формулу напитка помоћу ког постаје невидљив.
Први планови филма настали су 1931. године, након успеха Дракуле. Студио Universal Pictures се тада ипак одлучио да направи адаптацију Франкенштајна, па се са снимањем Невидљивог човека почело тек две године касније. Ово је довело до развоја неколико различитих сценарија за адаптацију и ангажовања више потенцијалних режисера, међу којима су били Роберт Флори, Е.А. Дупонт, Сирил Гарднер, као и сценаристи Џон Л. Балдерстон, Престон Стерџес и Гарет Форт, који су сви били укључени у развој пројекта у коме је главну улогу требало да има Борис Карлоф. На крају је на редитељско место постављен Џејмс Вејл, а његов сарадник сценариста Р. К. Шериф развио је сценарио у Лондону. Продукција је почела у јуну 1933. и завршила се у августу, док се два месеца након завршетка снимања радило на специјалним ефектима.
Филм је по изласку добио веома позитивне критике и остварио велики комерцијални успех, а критичари The New York Times-а сврстали су га међу најбоље филмове 1933. године. Конгресна библиотека је 2008. сврстала Невидљивог човека на списак Националног филмског регистра, као „културно, историјско и естетски значајан филм”. Филм је добио неколико наставака током 1940-их, који углавном нису имали везе са оригиналом, као и римејк из 2020. године, који је постао хорор филм са највећом зарадом те године.

## Радња
Једне снежне ноћи, странац са лицем умотаним у завоје и очима сакривеним иза тамних наочара, узима собу у гостионици „Лавља глава” у енглеском селу Ипинг у Сасексу. Човек захтева од особља гостионице да га оставе на миру и да му не сметају. Неколико недеља касније, власник гостионице, господин Хол, по налогу своје жене, покушава да избаци странца након што је овај направио огроман неред у својој соби радећи истраживања и заостао с плаћањем кирије. Бесан, странац баца господина Хола низ степенице. Суочен са полицајцем и неколико мештана, он скида завоје и наочаре, откривајући да је невидљив. Лудо се смејући, скида одећу и постаје потпуно невидљив, чиме успева да побегне својим прогонитељима.
Овај странац је др Џек Грифин, хемичар који је открио тајну невидљивости током серије експеримената са мало познатим леком званим монокаин. Флора Кранли, Грифинова вереница и ћерка његовог послодавца, др Кранлија, постаје узнемирена због Грифиновог дугог одсуства. Кранли и његов други асистент, др Кемп, претражују Грифинову празну лабораторију и у једном ормарићу налазе само једну белешку. Кранли постаје забринут када је прочита. Белешка садржи списак хемикалија, укључујући монокаин, за који Кранли зна да је изузетно опасан; инјекција овог лека је у Немачкој изазвала лудило код једног пса. Чини се да Грифин није свестан тога. Кранли закључује да је Грифин можда сазнао за монокаин из енглеских књига штампаних пре тог инцидента, у којима је описана само његова моћ избељивања.
Увече након бекства из гостионице, Грифин се појављује у Кемповој кући. Присиљава Кемпа да постане његов видљив партнер у завери да завлада светом путем терора, почевши са „неколико убистава ту и тамо”. Одлазе натраг у гостионицу како би вратили његове белешке о процесу невидљивости. Ушуњавши се унутра, Грифин затиче полицијску истрагу коју води службеник који верује да је све само превара. Након што узме своје бележнице, Грифин бесно напада и убија полицајца.
Назад код куће, Кемп зове Кранлија тражећи помоћ, а потом и полицију. Флора убеђује оца да је поведе са собом. У њеном присуству, Грифин постаје смиренији и зове је „драга”. Када схвати да га је Кемп издао, прва реакција му је да Флору удаљи од опасности. Након што обећа Кемпу да ће га следеће вечери у 10 сати убити, Грифин бежи и започиње серију убистава. Изазива исклизнуће воза из шина, што доводи до стотине жртава, и баца два волонтера трагача са литице. Полиција нуди награду свакоме ко осмисли начин да га ухвати.
Сматрајући да ће Грифин покушати да испуни своје обећање, главни детектив задужен за потрагу користи Кемпа као мамац и осмишљава разне замке. У покушају да заштити Кемпа, полиција га облачи у полицијску униформу и омогућава му да својим аутомобилом напусти кућу. Међутим, Грифин се крије на задњем седишту аутомобила, изненађује Кемпа и каже му да га је целог дана пратио док је чинио злочине. Он савладава Кемпа и везује га за предње седиште. Грифин потом шаље аутомобил низ стрмо брдо, где пада са литице и експлодира, убијајући Кемпа.
Снежна олуја приморава Грифина да потражи склониште у амбару где заспи. Касније, фармер улази и примећује покрет у сену где Грифин спава. Обавештава полицију, која одлази на фарму и опкољава амбар. Подмећу ватру уз амбар, што приморава Грифина да изађе, остављајући видљиве трагове у снегу. Главни детектив отвара ватру и смртно рањава Грифина. Одводе га у болницу, где, неколико сати касније, хирург обавештава др Кранлија да је Грифин на самрти и да тражи да види Флору. На самртничкој постељи, Грифин кајећи се признаје Флори: „Мешао сам се у ствари које човек треба да остави на миру”. Док умире, његово тело поново постаје видљиво.

## Улоге
| Глумац          | Улога                             |
| --------------- | --------------------------------- |
| Клод Рејнс      | др Џек Грифин / „Невидљиви човек” |
| Глорија Стјуарт | Флора Кранли                      |
| Вилијам Хариган | др Артур Кемп                     |
| Хенри Траверс   | др Кранли                         |
| Уна О'Конор     | Џени Хол                          |
| Форестер Харви  | Херберт Хол                       |
| Дадли Дигс      | главни детектив                   |
| Е. Е. Клајв     | полицајац Џаферс                  |
| Двајт Фрај      | репортер                          |
| Мерл Тотенхем   | Мили                              |
| Џон Карадин     | др Драри                          |